# Nico de Wolf
Nicolaas "Nico" de Wolf (ur. 27 października 1887 w Apeldoornie, zm. 18 lipca 1967 w Doesburgu) – piłkarz holenderski grający na pozycji pomocnika. W swojej karierze rozegrał 5 meczów w reprezentacji Holandii.

## Kariera klubowa
W swojej karierze piłkarskiej de Wolf grał w klubie HFC Haarlem. W sezonie 1911/1912 zdobył z nim Puchar Holandii.

## Kariera reprezentacyjna
W reprezentacji Holandii de Wolf zadebiutował 16 października 1910 w wygranym 2:1 towarzyskim meczu z Niemcami, rozegranym w Kleve. W 1912 roku zdobył brązowy medal na Igrzyskach Olimpijskich w Sztokholmie. W kadrze narodowej od 1910 do 1913 roku rozegrał 5 meczów.